# Tage Berg
Tage Erling Berg, född 7 juni 1918 i Östersund, död där 14 januari 1993, var en svensk skådespelare.
Han är begravd på Norra begravningsplatsen i Östersund.

## Filmografi
- 1942 – Jacobs stege
- 1942 – Det är min musik
- 1942 – På skilda vägar mot samma mål
- 1945 – Resan bort
- 1946 – Ballongen
- 1946 – Möte i natten
- 1946 – Barbacka
- 1947 – En fluga gör ingen sommar
- 1953 – Peter Pan (svensk röst)

## Teater

### Roller (ej komplett)
| År   | Roll               | Produktion                                                                       | Regi             | Teater                     |
| ---- | ------------------ | -------------------------------------------------------------------------------- | ---------------- | -------------------------- |
| 1945 | Polistjänsteman    | Nattlig ankomst (Ankunft bei Nacht) Hans Rothe                                   | Per-Axel Branner | Nya Teatern                |
| 1945 | Ferapont           | Tre systrar (Три сeстры, Tri sestry) Anton Tjechov                               | Per-Axel Branner | Nya Teatern                |
| 1946 | Hans Weiring       | Älskog (Liebelie) Arthur Schnitzler                                              | Tord Stål        | Nya Teatern                |
| 1946 |                    | Syndafloden Henning Berger                                                       | Ragnar Falck     | Nya Teatern                |
| 1946 | Lille Inspicienten | Jag vill kärleken (Eurydice) Jean Anouilh                                        | Per-Axel Branner | Nya Teatern                |
| 1949 | Herden             | Yerma Federico García Lorca                                                      | Per-Axel Branner | Nya Teatern                |
| 1950 | Dusty              | Jagande efter vind (Summer and Smoke) Tennessee Williams                         | Per-Axel Branner | Nya Teatern                |
| 1951 | Andre dragonen     | Clérambard Marcel Aymé                                                           | Per-Axel Branner | Nya Teatern                |
| 1951 | En inspicient      | Boboll (Bobosse) André Roussin                                                   | Per-Axel Branner | Riksteatern                |
| 1952 | John Preston       | Familjens vita får (The White Sheep of the Family) L. du Garde Peach och Ian Hay | Per-Axel Branner | Nya Teatern Folkparksturné |
| 1953 | François           | Hennes man (Son mari) Paul Géraldy och Robert Spitzer                            | Palle Granditsky | Nya Teatern                |
| 1954 | Fadern             | Lärkan (L'alouette) Jean Anouilh                                                 | Per-Axel Branner | Nya Teatern                |
| 1955 | Joe Stoddard       | Vår lilla stad (Our Town) Thornton Wilder                                        | Per-Axel Branner | Nya Teatern                |
| 1955 | Giovanni           | Henrik IV (Enrico IV) Luigi Pirandello                                           | Per-Axel Branner | Nya Teatern                |
| 1955 | Sheriff Thomas     | Regnmakaren (The Rainmaker) N. Richard Nash                                      | Frank Sundström  | Nya Teatern                |
| 1955 | Barney             | Simon och Laura (Simon and Laura) Alan Melville                                  | Per-Axel Branner | Nya Teatern                |
| 1957 |                    | Ont blod (The Bad Seed) Maxwell Anderson                                         | Per-Axel Branner | Alléteatern                |
| 1963 | Jöran Persson      | Lax, lax, lerbak Alf Henrikson                                                   | Carl Johan Ström | Stockholms stadsteater     |

### Fotnoter
1. ↑  ”Tage Berg”. Svensk Filmdatabas. http://sfi.se/sv/svensk-filmdatabas/Item/?type=PERSON&itemid=61265&ref=%2ftemplates%2fSwedishFilmSearchResult.aspx%3fid%3d1225%26epslanguage%3dsv%26searchword%3dTage+Berg%26type%3dPerson%26match%3dBegin%26page%3d1%26prom%3dFalse. Läst 3 oktober 2012.
2. ↑  FinnGraven
3. ↑  ”Nattlig ankomst”. Musik- och Teaterbiblioteket. https://calmview.musikverk.se/CalmView/Record.aspx?src=CalmView.Performance&id=PERF14114&pos=973. Läst 15 mars 2025.
4. ↑  ”Tre systrar”. Musik- och Teaterbiblioteket. https://calmview.musikverk.se/CalmView/Record.aspx?src=CalmView.Performance&id=PERF14123&pos=974. Läst 15 mars 2025.
5. ↑  ”Älskog”. Musik- och Teaterbiblioteket. https://calmview.musikverk.se/CalmView/Record.aspx?src=CalmView.Performance&id=PERF14125&pos=975. Läst 16 mars 2025.
6. ↑  Sten af Geijerstam (14 januari 1946). ”Teater Musik Film: Arthur Schnitzler”. Dagens Nyheter:  s. 11. https://arkivet.dn.se/tidning/1946-01-14/11161-13/11. Läst 16 mars 2025.
7. ↑  ”Teater Musik Film”. Dagens Nyheter:  s. 11. 28 maj 1946. https://arkivet.dn.se/tidning/1946-05-28/11161-144/11. Läst 16 mars 2025.
8. ↑  ”Jag vill kärleken”. Musik- och Teaterbiblioteket. https://calmview.musikverk.se/CalmView/Record.aspx?src=CalmView.Performance&id=PERF14131&pos=979. Läst 16 mars 2025.
9. ↑  Sten af Geijerstam (15 november 1946). ”Nyan: 'Jag vill kärleken' en konstnärlig framgång”. Dagens Nyheter:  s. 14. https://arkivet.dn.se/tidning/1946-11-15/11161-312/14. Läst 17 mars 2025.
10. ↑  ”Yerma”. Musik- och Teaterbiblioteket. https://calmview.musikverk.se/CalmView/Record.aspx?src=CalmView.Performance&id=PERF14142&pos=990. Läst 20 april 2025.
11. ↑  ”Jagande efter vind”. Musik- och Teaterbiblioteket. https://calmview.musikverk.se/CalmView/Record.aspx?src=CalmView.Performance&id=PERF14171&pos=996. Läst 31 maj 2025.
12. ↑  Dagens Nyheter 12 augusti 1950 sid.7
13. ↑  Dagens Nyheter 1 februari 1951 sid.10
14. ↑  ”Boboll”. Musik- och Teaterbiblioteket. https://calmview.musikverk.se/CalmView/Record.aspx?src=CalmView.Performance&id=P12079&pos=835. Läst 12 juli 2025.
15. ↑  ”Familjens vita får”. Musik- och Teaterbiblioteket. https://calmview.musikverk.se/CalmView/Record.aspx?src=CalmView.Performance&id=P12080&pos=839. Läst 12 juli 2025.
16. ↑  ”Hennes man”. Musik- och Teaterbiblioteket. https://calmview.musikverk.se/CalmView/Record.aspx?src=CalmView.Performance&id=PERF14210&pos=1006. Läst 13 juli 2025.
17. ↑  ”Lärkan”. Musik- och Teaterbiblioteket. https://calmview.musikverk.se/CalmView/Record.aspx?src=CalmView.Performance&id=PERF14215&pos=1009. Läst 14 juli 2025.
18. ↑  ”Vår lilla stad”. Musik- och Teaterbiblioteket. https://calmview.musikverk.se/CalmView/Record.aspx?src=CalmView.Performance&id=PERF14221&pos=1013. Läst 15 juli 2025.
19. ↑  ”Henrik IV”. Musik- och Teaterbiblioteket. https://calmview.musikverk.se/CalmView/Record.aspx?src=CalmView.Performance&id=PERF14222&pos=1014. Läst 15 juli 2025.
20. ↑  ”Regnmakaren”. Musik- och Teaterbiblioteket. https://calmview.musikverk.se/CalmView/Record.aspx?src=CalmView.Performance&id=PERF14240&pos=1017. Läst 15 juli 2025.
21. ↑  ”Simon och Laura”. Musik- och Teaterbiblioteket. https://calmview.musikverk.se/CalmView/Record.aspx?src=CalmView.Performance&id=PERF14247&pos=1021. Läst 15 juli 2025.
22. ↑  ”Tidningsnotis”. Dagens Nyheter:  s. 16. 4 april 1957. https://arkivet.dn.se/tidning/1957-04-04/93/16. Läst 27 december 2021.